# Conus scariphus
Conus scariphus is een in zee levende slakkensoort uit het geslacht Conus. De slak behoort tot de familie Conidae. Conus scariphus werd in 1910 beschreven door Dall. Net zoals alle soorten binnen het geslacht Conus zijn deze slakken roofzuchtig en giftig. Zij bezitten een harpoenachtige structuur waarmee ze hun prooi kunnen steken en verlammen.